# Ђорђе Ђорђевић
Ђорђе М. Ђорђевић (Неготин, 31. октобар 1863 — Београд, 12. новембар 1935) био је генерал Војске Краљевине Србије и командант коњичке дивизије у Првом светском рату. У Југословенској војсци имао је чин дивизијског генерала.

## Биографија
Рођен је 31. октобра 1863. у Неготину. По свршетку Реалне гимназије у Београду, ступио је у Војну академију Краљевине Србије 1883. године, као питомац 16. класе Ниже и 2. класе Више школе Војне академије Краљевине Србије. За пешадијског потпоручника произведен је 12. септембра 1885, пред сам рат. Преведен у коњицу 15. маја 1887. Унапређен у чин коњичког поручника 22. фебруара 1890. ; коњичког капетана друге класе 26. априла 1893. У рату 1885. је био ордонанс официр у IV пешадијском пуку, командовао је четом и батаљоном. У периоду 1888—1890. је био на вишој школи Војне академије Краљевине Србије. За коњичког капетана прве класе је именован 6. децембра 1895; коњичког мајора 20. маја 1898, а за коњичког потпуковника 22. фебруара 1903. године. Командовао је коњичким водом, ескадроном, пуком и бригадом и командом краљеве гарде (1901 — 1903). Пензионисан је 25. маја 1904, а реактивиран 1912. године. Служио је годину и по дана у руској коњици (I Московском Лајбдрагонском пуку у Тверу).
У Балканским ратовима 1912. био је начелник штаба Тимочке војске чији је командант био пуковник Вукоман Арачић. Учествовао је у противнападу на бугаре и у снажном налету са војском је дубоко продрео у бугарску територију, заузели Кулу и Белграџик и зауставили су се код самог града Видин а који су опсели. (Погледај чланак Опсада Видина).
Проглашен за пуковника 31. октобра 1913. године током Другог балканског рата.

### Први светски рат
У Првом светском рату 1914—1918. је командовао:
- 1914. армијском коњицом Прве армије и здруженим Мачванским и Љубовијским одредом;
- 1915. здруженом Соколском бригадом и Струмичким одредом;
- 1916. је био командант српских трупа у Африци;
- 1918. командант коњичке дивизије.

На крају рата је унапређен у чин генерала 25. септембра 1918. Поново је пензионисан 8. септембра 1921. године. Преведен у резерву 5. марта 1923. са чином дивизијског генерала. Преминуо је 12. новембра 1935. године у Београду. Сахрањен на Новом гробљу у Београду.